# La Forêt de mademoiselle Tang
Pour plus de détails, voir Fiche technique et Distribution.
La Forêt de mademoiselle Tang est un film français d'animation réalisé par Denis Do, sorti en 2023. Il s'agit du premier film en langue teochew produit en Occident.

## Synopsis
150 ans de l'histoire d'une famille vivant dans la ville de Shantou.

## Fiche technique
- Titre : La Forêt de mademoiselle Tang
- Réalisation : Denis Do
- Scénario : Denis Do
- Musique : Thibault Agyeman
- Montage : Nazim Meslem
- Production : Thomas Giusiano, Paul Angelin N'Gbandjul, Sébastien Onomo et Constance Perez
- Société de production : Creative Touch Studios, Gao Shan Pictures, Gump, Les Productions du désert, Special Touch Productions, TNZPV Productions et Zynco Studio & Tourcoing
- Pays :  France
- Genre : Animation et historique
- Durée : 40 minutes
- Dates de sortie : 
  -  France : 11 juin 2023 (télévision)

## Doublage
- Christophe Tek : Tang Heng Cai
- Alexandre Ceu
- Frédéric Chau
- Guy Chea
- Caroline Tia Chung
- David Do
- Francine Eav
- Christine Huynh
- Monique Lam
- Emilie Lay
- Adine Taing
- Delphine Tang
- Jean Pierre Tang
- Lydie Tang
- Christophe Ten
- Jenny Teng
- Kévin Té

## Production
Le film a fait l'objet d'une campagne de financement participatif sur Ulule.

## Distinctions
Le film a été présenté au Festival international du film d'animation d'Annecy 2023. Il a été nommé au César du meilleur court métrage d'animation.